# Norm Siebern
Norman Leroy Siebern (ur. 26 lipca 1933 w St. Louis, zm. 30 października 2015 w Naples) – amerykański baseballista, który występował na pozycji pierwszobazowego i lewozapolowego.
W 1951 podpisał kontrakt jako wolny agent z New York Yankees, w którym zadebiutował 15 czerwca 1956 w meczu przeciwko Cleveland Indians, zaliczając dwa uderzenia i zdobywając dwa runy. W 1958 zdobył Złotą Rękawicę. W grudniu 1959 w ramach wymiany zawodników (między innymi za Rogera Marisa) przeszedł do Kansas City Athletics. Jako zawodnik Yankees dwukrotnie zwyciężał w World Series.
W 1962 po raz pierwszy wystąpił w Meczu Gwiazd. Grał jeszcze w Baltimore Orioles, California Angels, San Francisco Giants i Boston Red Sox.
| Nagroda/wyróżnienie         | Lata                     | Źródło |
| 4× All-Star                 | 1962¹, 1962², 1963, 1964 | [ 2 ]  |
| 2× zwycięzca w World Series | 1956, 1958               | [ 2 ]  |
| Gold Glove Award            | 1958                     | [ 2 ]  |